# Boris Souvarine
Boris Souvarine (nascido Boris Konstantinovich Lifschitz e também chamado de Varine; 1895–1984) nascido na Rússia Imperial, socialista francês, ativista comunista, ensaísta, e jornalista.

## Biografia

### Primeiros Anos
Boris Souvarine nasceu em Kiev, Ucrânia no seio de uma família judia. A família Souvarine mudou-se para Paris em 1897. A família Lifschitz só adquire a nacionalidade francesa em 1906. Boris se tornou um ativista socialista desde os 14 anos. Naquela época, ele participava das reuniões de Jean Jaurès.

### Militância
Juntou-se a Seção Francesa da Internacional Operária (SFIO) pouco antes da Primeira Guerra Mundial. Logo entrou em contato com a ala esquerda anti-militarista liderada por Jean Longuet, e começou a escrever para jornal Le Populaire, e depois para o Novaya Jizn de Maxim Gorky. Embora inicialmente apoiasse a participação da França no conflito, logo se opõem à guerra. Na época da Revolução de Outubro, tornou-se bolchevique. Boris Souvarine se torna um dos principais ativistas do Comitê Comitê para a recuperação das relações internacionales junto com Alfred Rosmer, e publicou vários panfletos que são amplamente divulgados. Ele escreve, por exemplo, que "  as forças socialista-comunistas devem se esforçar para criar uma democracia proletária, que vai remover classes, abolindo privilégios econômicos, e cujos órgãos são os soviéticos, isto é, conselhos de operários e camponeses, um novo tipo de organização do proletariado para se governar". Este Comitê ira se transformar no Comitê da Terceira Internacional que reunirá os ativistas franceses que defendem o Comintern.
Boris Souvarine foi preso em 17 maio de 1920 como parte de uma operação de estado para reconhecimento dos líderes revolucionários. Esta manobra não dá em nada, ele e seus co-réus (incluindo dois outros líderes do Comitê, Fernand Loriot e Pierre Monatte) serão libertados em março de 1921. Enquanto estava preso, escrevia incansavelmente para diversos jornais como: L'Humanité, La Vague, La Vie Ouvrière, além de elaborar o que ficou conhecido como Moção Souvarine à ser aprovada no Congresso de Tours da SFIO.
Em dezembro de 1920, Loriot e Souvarine, mesmo presos são aclamados "presidentes honorários" do Congresso de Tours. Três quartos dos delegados aprovam a moção de Souvarine, a de criar a SFIC (Section Française de l'Internationale Communiste – Seção Francesa da Internacional Comunista). Durante o verão daquele ano, já tinha aceitado as 21 condições de adesão apresentadas por Vladimir Lenin. Os instigadores do movimento, a facção à esquerda, Boris Souvarine e Fernand Loriot e a facção mais moderada de Marcel Cachin e Ludovic Frossard, obtêm três quartos dos votos e aceitam desse modo alinhar sua política com a do Cominter. Marcel Sembat, Léon Blum e Albert Thomas, no entanto, recusam-se a ceder. Eis a razão por quê a SFIO se cinde entre uma maioria comunista e a minoria restante, que daria seguimento ao Partido Socialista - SFIO.
Souvarine chega à Rússia em junho de 1921 como delegado para o Terceiro Congresso da Internacional Comunista. Ele ficou conhecido por seu anti-conformismo, visitando anarquistas na prisão, querendo discutir teses da Oposição Operária - teses cuja distribuição foi proibida pela maioria do Congresso.
Boris Souvarine foi posteriormente um dos membros fundadores e principais porta-vozes do Partido Comunista Francês (PCF), e seu representante no Comitê Executivo do Comintern. Nessa função, tinha contato regular com Leon Trotsky. 
Final de 1923 e início de 1924, ante as manobras da direção do partido russo - o começo do que se tornou o stalinismo - principalmente quando Trotsky tornou-se alvo de difamação no Partido Comunista da União Soviética (PCUS), Souvarine transmitiu o apoio do PCF a Trotsky  no XIII Congresso do PCUS em 1924. Ligou-se a oposição contra as posições de Stalin. Este pensamento crítico, e o fato dele se recusar a se limitar em suas declarações à mídia, o classificaram rapidamente como dissidente - resultado de uma visão política militar da burocracia russa.
O seu questionamento do regime é muito progressista, em  06 de fevereiro de 1924 Souvarine escreveu a Zinoviev: "Há muitos fatos que eu acho desagradáveis no Partido, na vida russa e soviética em geral". Em 4 de abril em uma reunião da Federação do Sena do PC-SFIC, ele faz sua análise franca:" Há algo de podre no Partido e no Internacional!".
Mas Souvarine era um líder do Comintern, um dos pilares do Partido Francês, ele é reconhecido e apoiado por muitos ativistas de vários países. O 5º Congresso da Internacional Comunista, que foi iniciado em junho de 1924, transfere a "questão Souvarine" para uma comissão especial que, finalmente, é remetida para o Comitê Executivo do Comintern em julho de 1924 que dá o veredito: que é a exclusão, com a possibilidade de pedido de sua re-adesão - isto é se Souvarine, abdicar a sua crítica, como obviamente isso não acontece, Souvarine não é reintegrado.

### Souvarine, comunista anti-estalinista
Boris Souvarine foi removido de seus cargos oficiais dentro do PCF em 1924,  e logo mais expulso do Comintern em julho. Depois da expulsão de Souvarine, novas renúncias e exclusões privaram rapidamente o PC do resto de sua ala esquerda.
Presente na Rússia no momento da exclusão (que fica sabendo ao ler o Pravda em 13 de julho), permanecendo por mais alguns meses,  deixando o país em janeiro de 1925, na sequência de ameaças à sua liberdade.
Nos anos seguintes, Souvarine é empregado por David Riazanov como correspondente na França, do Instituto Marx-Engels. Seu serviço era comprar livros raros e arquivos de vários movimentos socialistas e comunistas. Foi dessa forma que Souvarine adquiriu de manuscritos de Babeuf. Esse apego aos arquivos do movimento operário é uma constante na vida de Souvarine.
A partir daí, Boris Souvarine organiza grupos anti-stalinistas em Paris (se aproximando de militantes como Marcel Body, Christian Rakovsky e o escritor Panait Istrati). Em outubro de 1925, Souvarine relançou o Boletim Comunista e em fevereiro de 1926, organizou os seus seguidores no Círculo Comunista Marx-Lenin.
No final da década de 1920, Boris Souvarine permaneceu ativo na Oposição Unificada, próximo a Pierre Monatte e Alfred Rosmer, escrevendo para La Révolution Prolétarienne. Ele compartilhava algumas posições com o Oposição de Esquerda, bem como da Oposição de Direita, mas se recusou a participar de sua conferência internacional chamada por Heinrich Brandler e August Thalheimer em Berlim, em 1930.  O Círculo Comunista Marx-Lenin foi rebatizado o Círculo Democrático Comunista ( Cercle Communiste Démocratique) ; e o Boletim Comunista mantido. Nesta época Boris Souvarine lançou La Critique Sociale. Sua ruptura com Trotsky ia se tornando crescente e se solidificou em sua análise, em junho de 1929, que designava o regime da União Soviética como capitalismo de estado, enquanto que Trotsky designava como um estado operário degenerado.
Em 1935, Boris Souvarine criou o Institut d'Histoire Sociale (Instituto de História Social), um ramo francês do Instituto Internacional para a História Social de Amsterdã originalmente criado para preservar os arquivos do Partido Social-Democrata Alemão. O presidente era Alexandre-Marie Desrousseaux, o diretor Boris Nicolaievski, e Boris Souvarine foi o secretário-geral. Em novembro de 1936, ladrões roubaram os arquivos de Leon Trotsky que foram depositados no instituto. Em 1940, o instituto foi saqueado pelos nazistas, que trouxeram algumas das suas coleções para a Alemanha.
Em 1936, Boris Souvarine  incentivou o escritor recém-exilado Victor Serge a continuar a atividade política. Neste período, Trotsky criticou duramente  as características pessoais de Souvarine, afirmando que Souvarine era mais um jornalista do que um revolucionário. Serge saiu em defesa de anti-estalinismo de Souvarine e de outros que romperam com as posições de Trotsky e este foi um dos fatores que levaram à desconfiança entre Serge e Trotsky.
Depois de Segunda Guerra Mundial e durante a Guerra Fria, Boris Souvarine foi se movendo para o campo reformista adotando cada vez mais posições anti-soviéticas. Após seu regresso à França, em 1948, e com a ajuda de Jacques Chevallier, ele recriou o Institut d'Histoire Sociale. O instituto publicou a revista Le Contrat Social.
Boris Souvarine estava envolvido em uma variedade de organizações e revistas da esquerda anti-stalinista na França, publicando com freqüência matérias sobre a União Soviética, Joseph Stalin, e o estalinismo. Ele também criticou Lenin. Suas críticas ao estalinismo foram importantes fontes para alguns trotskistas menos ortodoxos, tais como C. L. R. James, que traduziu seu livro Stalin para o inglês.

### Morte e legado
Em 1976, um declínio na saúde o forçou a abandonar a sua posição no Institut d'Histoire Sociale. Ele morreu em Paris.